# قرار مجلس الأمن التابع للأمم المتحدة رقم 411
قرار مجلس الأمن التابع للأمم المتحدة رقم 411، الذي اتخذ بالإجماع في 30 يونيو 1977، وأشار إلى التصريحات التي أدلى بها مسؤولون في جمهورية موزامبيق الشعبية وأعرب المجلس عن قلقه إزاء الوضع الناجم عن الأعمال الاستفزازية والعدوانية التي ارتكبها نظام الأقلية غير الشرعية في روديسيا. وأكد المجلس من جديد تصرفاته السابقة بشأن روديسيا، بما في ذلك قراراته التي تفرض عقوبات على ذلك البلد، وأشار إلى تقديره لتعاون موزامبيق مع تلك الخطة. ثم يدين القرار الأعمال العدوانية التي قامت بها روديسيا، بما في ذلك الغارات العسكرية، ضد موزمبيق وأشار إلى الحاجة الاقتصادية العاجلة والخاصة لموزمبيق التي نجمت عن تنفيذ القرار 253.
وناشد المجلس الدول تقديم مساعدة فورية لموزمبيق، وطلب من وكالات مختلفة تابعة للأمم المتحدة، بما في ذلك برنامج الأمم المتحدة الإنمائي، وبرنامج الأغذية، والبنك الدولي وصندوق النقد الدولي مساعدة موزمبيق. وأخيراً، يطلب القرار من الأمين العام تنظيم الجهود للتغلب على الصعوبات الاقتصادية التي أصابت موزامبيق بسبب تطبيقاتها للعقوبات الاقتصادية ضد روديسيا.